# Proces szesnastu

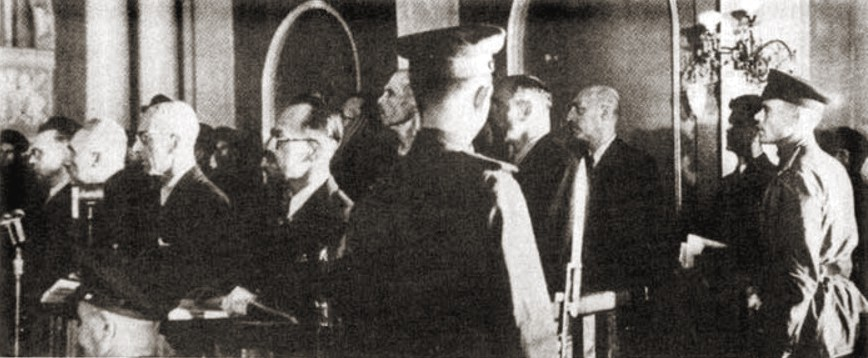
Ława oskarżenia w procesie szesnastu – Moskwa, czerwiec 1945 roku

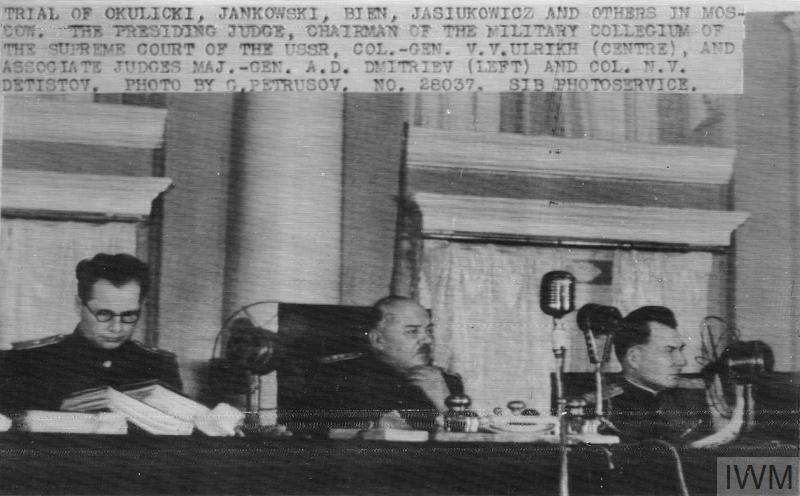
Prezydium sądu 1945: od lewej gen. Leonid Dmitrijew, przewodniczący gen. Wasilij Ulrich, płk. I.W. Dietistow

Proces szesnastu – pokazowy proces polityczny przywódców Polskiego Państwa Podziemnego, przeprowadzony w dniach 18–21 czerwca 1945 roku w Moskwie przed Kolegium Wojskowym Sądu Najwyższego ZSRR.

## Geneza procesu
1 lutego 1945 roku Rząd Tymczasowy Rzeczypospolitej Polskiej uznawany przez ZSRR, Czechosłowację i Jugosławię przeniósł się z Lublina do Warszawy – zorganizował swoją administrację na ziemiach polskich okupowanych przez ZSRR po usunięciu okupacji niemieckiej w wyniku ofensywy styczniowej. Oprócz powołania terenowych organów administracyjnych (wojewodów, starostów, wójtów itd.) ogłoszono m.in. mobilizację do wojska.
W dniach 4–11 lutego 1945 roku w Jałcie na Krymie odbyła się konferencja tzw. wielkiej trójki, czyli przywódców USA, Wielkiej Brytanii i ZSRR, tj. Franklina Delano Roosevelta, Winstona Churchilla i Józefa Stalina. Jej wynikami w stosunku do sprawy Polski było uznanie przez państwa zachodnie sowieckiej aneksji wschodnich ziem Rzeczypospolitej, przyznanie Polsce w zamian bliżej nieokreślonej części przedwojennego terytorium Niemiec, a przede wszystkim potwierdzenie utworzenia tzw. „tymczasowego rządu jedności narodowej”, który miał powstać poprzez reorganizację Rządu Tymczasowego z udziałem wszystkich sił demokratycznych. Uchwały konferencji całkowicie przemilczały istnienie rządu emigracyjnego. 13 lutego premier rządu RP na uchodźstwie Tomasz Arciszewski odrzucił postanowienia jałtańskie, stwierdzając, że nie zobowiązują one ani rządu RP, ani narodu polskiego. Był to jednak tylko sprzeciw symboliczny, gdyż alianci zachodni nie liczyli się już z nim. W tych warunkach 21 lutego Rada Jedności Narodowej, czyli parlament Polski Podziemnej, postanowiła uznać ustalenia z Jałty, mimo że jej zdaniem warunki oznaczają dla Polski nowe, niezmiernie ciężkie i krzywdzące ofiary. Ostatnią nadzieją dla polskich ugrupowań niepodległościowych stało się ich wejście do deklarowanego w Jałcie rządu „jedności narodowej”, aby nie zdominowali go komuniści podporządkowani Stalinowi.
W takiej sytuacji krajowi przywódcy podjęli dramatyczną decyzję o przyjęciu sowieckiego „zaproszenia” do rozmów – wbrew wszelkim dotychczasowym doświadczeniom, zwłaszcza ze wschodnich obszarów Polski (aresztowania oficerów i żołnierzy AK na Nowogródczyźnie, Wileńszczyźnie, czy Lubelskiem i wywożenie ich na Wschód lub mordowanie). Nieprzyjęcie zaproszenia byłoby równie złym rozwiązaniem, bo dawało Rosji pretekst do ostatecznego wyeliminowania polskich partii niepodległościowych z przyszłego rządu. W rezultacie doszło do nawiązania kontaktu z władzami sowieckimi i ich przedstawicielem gen. NKWD Iwanem Sierowem.

## Wstępne spotkania z przedstawicielami sowieckimi
Pośrednikami w kraju między przedstawicielami Polski Podziemnej a ZSRR byli oficerowie Polskiej Armii Ludowej, związanej z RPPS i zinfiltrowanej przez NKWD. Jako pierwszy propozycję przeprowadzenia rozmów z dowództwem sowieckim otrzymał ostatni Komendant Główny AK, a wówczas Komendant Główny organizacji NIE gen. Leopold Okulicki ps. „Niedźwiadek”. Skonsultował ją z Radą Jedności Narodowej (RJN), która na posiedzeniu w Podkowie Leśnej 21 lutego jednomyślnie odradziła pójście na takie spotkanie. Jednocześnie jednak cały czas szukano za wszelką cenę sposobów „legalizacji” działalności polskich partii politycznych w warunkach komunistycznych rządów. Dlatego polscy przywódcy gotowi byli ponieść każde ryzyko.
4 marca odbyło się w Pruszkowie wstępne spotkanie delegacji AK z płk. Pimienowem, pełnomocnikiem gen. Iwana Sierowa (występującego pod fałszywym nazwiskiem gen. Iwanowa). Pimienow zapewniał, że strona sowiecka ma uczciwe zamiary, a podjęcie rozmów przyniosłoby odprężenie w stosunkach między AK a ZSRR. Ręczył także słowem honoru za bezpieczeństwo polskiej delegacji. Na koniec wręczył Polakom listy dla gen. L. Okulickiego i wicepremiera Jana Stanisława Jankowskiego z zaproszeniem na spotkanie ze sztabem marszałka Gieorgija Żukowa i gwarancją bezpieczeństwa. Pomimo nieufności wobec Sowietów i ogromnego ryzyka osobistego Polacy postanowili przybyć na spotkanie. Nie wiedzieli, że uczestniczą w specjalnej operacji NKWD i Smiersz, kierowanej przez gen. Iwana Sierowa. Na nawiązanie kontaktów nalegały także rządy Wielkiej Brytanii i USA. Ostatecznie również RJN zaakceptowała decyzję podjęcia wspólnych rozmów.

## Porwanie przywódców Polski Podziemnej

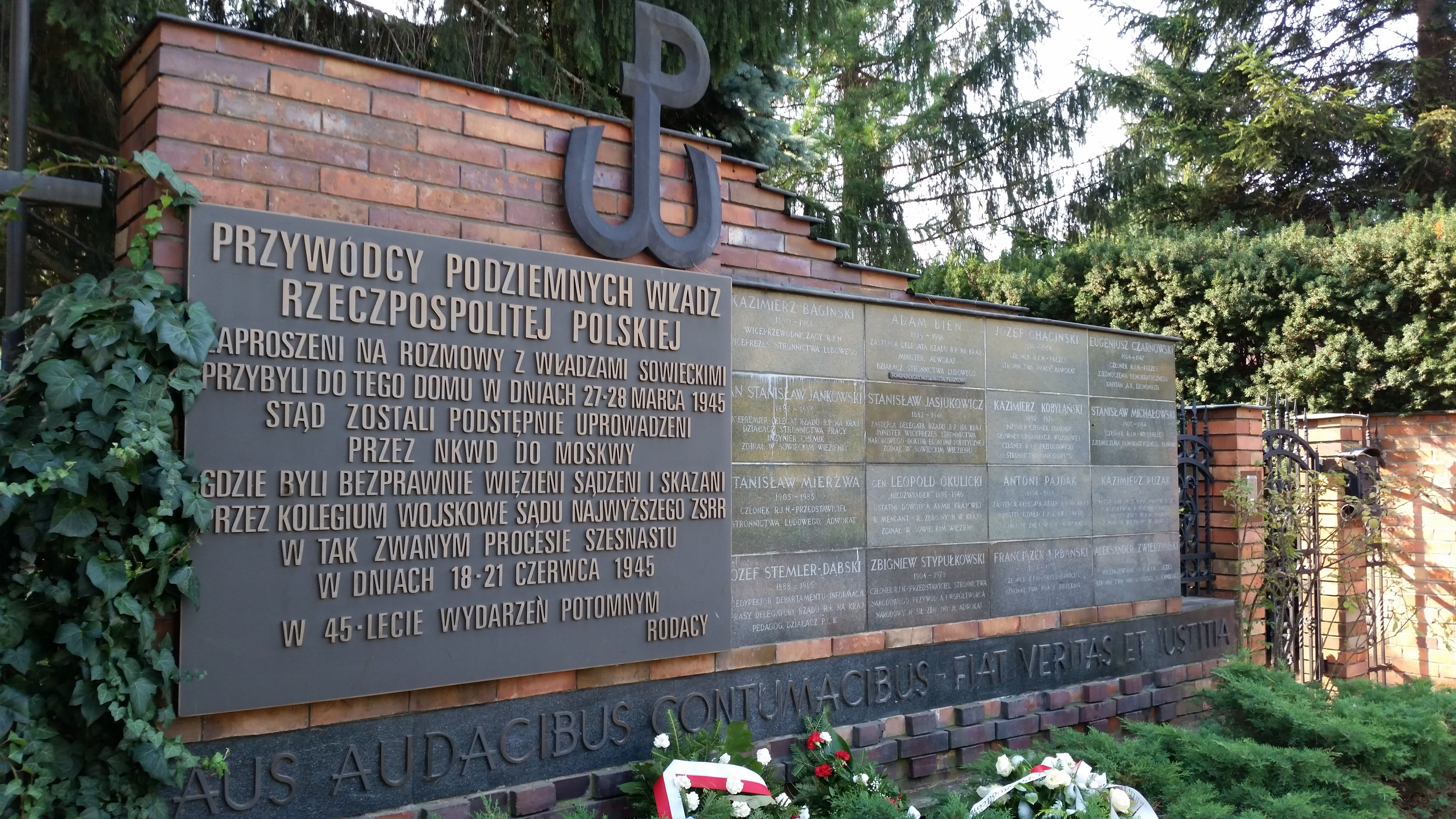
Tablica pamiątkowa przed willą, z której zostali uprowadzeni przywódcy podziemnych władz Rzeczypospolitej Polskiej.

Wicepremier Jankowski spotkał się jeszcze dwukrotnie z płk Pimienowem, aby ustalić plan rozmów. Miały one dotyczyć głównie stanowiska polskiego wobec władz ZSRR, uzgodnień jałtańskich oraz sytuacji na zapleczu frontu. Pimienow oświadczył przewrotnie, że władze sowieckie, widząc brak oparcia Rządu Tymczasowego w społeczeństwie, pragną porozumienia z szerszym przedstawicielstwem Polaków. Ponadto zaproponował poszerzenie delegacji polskiej o przedstawicieli różnych partii, co zostało przyjęte. Polscy przywódcy pozytywnie odnosili się do idei porozumienia, natomiast uspokojenie zaplecza frontu uzależniali od zwolnienia aresztowanych i zesłanych do łagrów oficerów i żołnierzy AK. 28 marca Polacy mieli się spotkać w willi w Pruszkowie przy ul. Pęcickiej 3 (obecnie ul. Armii Krajowej) z gen. Sierowem. W rzeczywistości owa willa była lokalną siedzibą NKWD. Rząd RP na uchodźstwie był poinformowany o mających się odbyć rozmowach. Przysłał nawet rodzaj instrukcji: Rozmowy te wykorzystajcie przede wszystkim celem złagodzenia kursu w kraju i zaniechania terroru oraz deportacji.
27 marca przybyli do Pruszkowa: delegat rządu i wicepremier na kraj J.S. Jankowski, ostatni Komendant Główny AK, obecnie pełniący funkcję Komendanta Głównego organizacji „NIE” gen. L. Okulicki, przewodniczący Rady Jedności Narodowej Kazimierz Pużak (przedstawiciel PPS „Wolność, Równość, Niepodległość”) oraz pełniący funkcję tłumacza Józef Stemler-Dąbski, jednocześnie wiceminister Departamentu Informacji Delegatury RP na Kraj. Następnego dnia dojechali pozostali uczestnicy planowanych rozmów: Antoni Pajdak (PPS-WRN), Stanisław Jasiukowicz, Kazimierz Kobylański, Zbigniew Stypułkowski i Aleksander Zwierzyński ze Stronnictwa Narodowego, Józef Chaciński i Franciszek Urbański ze Stronnictwa Pracy, Adam Bień, Kazimierz Bagiński i Stanisław Mierzwa ze Stronnictwa Ludowego oraz Eugeniusz Czarnowski i Stanisław Michałowski ze Zjednoczenia Demokratycznego.
Wszyscy oni zostali podstępnie aresztowani przez NKWD i następnego dnia wywiezieni na Okęcie, skąd odlecieli specjalnym samolotem do Moskwy.
Na umówione spotkanie przywódców PPP 27 marca 1945 nie dotarł Bolesław Biega, który po dwóch godzinach został aresztowany przez NKWD na dworcu kolejowym w Piotrkowie Trybunalskim, po czym także wywieziony w głąb ZSRR.

## Reakcje na porwanie
Po porwaniu wicepremiera Jana Stanisława Jankowskiego jego tymczasowy zastępca i zarazem szef Departamentu Spraw Wewnętrznych Delegatury Rządu Stefan Korboński z SL przekazał do Londynu wiadomość o wywiezieniu przywódców do Moskwy. Ambasador Edward Raczyński natychmiast złożył w brytyjskim Foreign Office list wzywający do podjęcia interwencji. Podobnie postąpił ambasador Polski w Waszyngtonie Jan Ciechanowski. W rezultacie ambasadorzy Wielkiej Brytanii i USA interweniowali w Moskwie, ale dowiedzieli się jedynie, że żadnego porwania nie było i że to Polacy wymyślili całą historię. Dopiero 3 maja, w trakcie spotkania zorganizowanego w konsulacie ZSRR w San Francisco, Wiaczesław Mołotow poinformował amerykańskich i brytyjskich dyplomatów o aresztowaniu Polaków i oskarżeniu ich o działalność dywersyjną na tyłach Armii Czerwonej. Dwa dni później informacja ta została podana do wiadomości publicznej.
Według notatki Andrzeja Werblana z rozmowy z ówczesnym sekretarzem generalnym Polskiej Partii Robotniczej Władysławem Gomułką, przeprowadzonej w roku 1981:
W 1945 r. podczas pobytu w Moskwie interweniował u Stalina w związku z aresztowaniem przez władze sowieckie podziemnego kierownictwa obozu londyńskiego w Polsce (gen. Okulicki i inni). Gomułka argumentował, że było to pogwałcenie suwerenności Polski o konsekwencjach niekorzystnych dla PPR, dla rządu ludowego i dla samego Związku Radzieckiego. Stalin replikował: „Przemawiacie tak, jak gdybyście byli szefem wielkiego mocarstwa, a jesteście przywódcą słabej partii i słabego kraju, który my wyzwoliliśmy. Oni strzelali do naszych ludzi i my ich za to pociągniemy do odpowiedzialności”. Gomułka odpowiedział, że obóz londyński w większym jeszcze stopniu stosował terror wobec działaczy PPR i funkcjonariuszy władzy ludowej. Władze polskie także pociągnęłyby winnych do odpowiedzialności i ukarały surowiej być może niż władze sowieckie. Uniknięto by jednak przy tym komplikacji międzynarodowych i zarzutów o naruszenie suwerenności. Stalin zastanowił się i przyznał rację Gomułce, stwierdzając jednak, że za późno, aby sprawy te poprawiać. Rzecz w tym, powiedział, że „czekiści” to taki typ ludzi („takoj narod”), że jak już schwycą rybę za ogon, to ciągną ją prosto do kosza, a kosz tutaj, na Łubiance. Rozmowa później dotyczyła innych spraw. Przy pożegnaniu jednak wrócił do tematu i żegnając się powiedział: „Sierowa (szef kontrwywiadu radzieckiego) jednak zdejmę. Okazał się głupcem”.
Przedstawiciel warszawskiego Rządu Tymczasowego Stefan Jędrychowski na konferencji w Paryżu 17 maja 1945 roku powiedział, że aresztowanych 16 Polaków, są to osoby poszukiwane przez polskie władze bezpieczeństwa za sabotaże i zamachy na około 100 bojowników Ludowej Partii Demokratycznej, na oficerów Armii Polskiej i na Żydów.
Prezydent RP na Uchodźstwie Władysław Raczkiewicz wysłał 16 czerwca 1945 roku telegram do prezydenta Stanów Zjednoczonych Harry’ego Trumana i premiera Wielkiej Brytanii Winstona Churchilla, w którym stwierdził m.in., że proces przeciwko przywódcom politycznym jednego z Narodów Zjednoczonych przed sądem drugiego – musi być uznany za wrogie wystąpienie przeciwko Narodowi Polskiemu, sprzeczne z proklamowanymi zasadami Narodów Zjednoczonych o celach wojny i pokoju.
19 czerwca 1945 roku Rząd RP w Londynie wydał oświadczenie, które głosiło m.in., że za działalność patriotyczną na własnej ziemi przy użyciu podstępu pociągnięte zostały przed sąd obcego państwa, wyłonione i uznane przez społeczeństwo władze, stanowiące integralną część legalnego Rządu Rzeczypospolitej Polskiej.

## Proces moskiewski
Polscy przywódcy podziemni spędzili początkowo prawie 3 miesiące w więzieniu NKWD na Łubiance, gdzie byli intensywnie przesłuchiwani i „przygotowywani” do pokazowego procesu. Gen. Leopold Okulicki w maju 1945 roku rozpoczął głodówkę. Aresztowani ujawnili fakt istnienia organizacji „NIE”, jej genezę i zadania. W preparowaniu „procesu” władzom sowieckim chodziło jedynie o szybkie przyznanie się oskarżonych do zarzucanych przewinień. Stalin uważał bowiem, że przywódcy zachodni nie będą dochodzili prawdy i zadowolą się przyznaniem się podsądnych, nie wnikając, czy zarzuty były prawdziwe.
Proces pokazowy rozpoczął się 18 czerwca. Odbywał się według wzorów sowieckich, które nie miały jakiegokolwiek związku z procesem sądowym w demokratycznym państwie. Był on zarazem jawnym pogwałceniem międzynarodowych umów, które nie uznają sądzenia władz państwowych jednego państwa przez organa sądowe innego państwa na mocy jego przepisów prawnych. Opierał się jedynie na artykule 7 porozumienia z 26 lipca 1944 roku pomiędzy PKWN a rządem ZSRR o pasie przyfrontowym i ochronie tyłów frontu oraz zaakceptowanej przez Rząd Tymczasowy uchwały z 22 lutego 1945 roku o pasie przyfrontowym. Sprawa ministra – członka Krajowej Rady Ministrów, socjalisty Antoniego Pajdaka, została wyłączona z procesu oficjalnie z powodu ciężkiej choroby więźnia, faktycznie z uwagi na jego niezłomną postawę w śledztwie. Został skazany w odrębnym tajnym postępowaniu w listopadzie 1945 na 5 lat więzienia i 5 lat zesłania na Syberii.

Proces ten ma charakter polityczny. Chodzi o ukaranie za działalność skierowaną przeciw Armii Czerwonej, działalność zagrażającą interesom Związku Radzieckiego, wymierzoną przeciwko Narodom Zjednoczonym w ich walce z Niemcami. Jednym słowem chodzi o ukaranie polskiego podziemia.

Jak pisze Norman Davies, proces
był kluczowym wydarzeniem ukazującym kierunek sowieckiej polityki. Stanowił potwierdzenie zarówno złej woli komunistów, jak i ich determinacji w niszczeniu wszystkich przeciwników politycznych. Był wzorcowym procesem pokazowym – pełnym absurdalnych oskarżeń, podsądnych, którym wyprano mózgi, i zmuszonych do fałszywych zeznań świadków; nie miał nic wspólnego z prawdziwymi przestępstwami. Wyreżyserowano go, aby zademonstrować, że (...) „radziecka sprawiedliwość” potrafi bezkarnie wypromować nawet najbardziej oczywista niesprawiedliwość i że zachodnie mocarstwa nie mogą zrobić nic (...).
Sam proces wyglądał następująco: po przywiezieniu Polaków z Łubianki rozmieszczono ich na podium, w dwóch rzędach krzeseł. Przed więźniami, twarzą w twarz, stanęli strażnicy. W rękach trzymali karabiny z nastawionymi bagnetami. Na sali obecni byli m.in. urzędnicy ambasady amerykańskiej i brytyjskiej oraz dziennikarze. Sądowi przewodniczył gen. Wasilij Ulrich, pełniący funkcję przewodniczącego Kolegium Wojskowego Sądu Najwyższego ZSRR. W latach 1936–1938 w tej samej sali przewodniczył on sądom, które skazywały masowo na śmierć tysiące starych bolszewików tępionych w wielkiej czystce Stalina. W składzie sądzącym znajdowali się też: gen. mjr Nikołaj Afanasjew, generalny prokurator wojskowy ZSRR i Roman Rudenko, który reprezentował potem ZSRR w procesie norymberskim. W procesie brali udział:
| Nazwisko            | Zajmowane stanowisko                                                                          | Funkcja pełniona w procesie                              |
| ------------------- | --------------------------------------------------------------------------------------------- | -------------------------------------------------------- |
| Wasilij Ulrich      | Generał, przewodniczący Kolegium Wojskowego Sądu Najwyższego ZSRR                             | przewodniczący Kolegium Wojskowego Sądu Najwyższego ZSRR |
| Leonid Dmitrijew    | gen. mjr służby sprawiedliwości ZSRR, członek Kolegium Wojskowego Sądu Najwyższego ZSRR       | członek sądu                                             |
| Iwan W. Dietistow   | pułkownik służby sprawiedliwości ZSRR, członek Kolegium Wojskowego Sądu Najwyższego ZSRR      | członek sądu                                             |
| Nikołaj Afanasjew   | gen. mjr służby sprawiedliwości ZSRR                                                          | oskarżyciel państwowy                                    |
| Roman Rudenko       | Generalny Prokurator Wojskowy Armii Czerwonej, radca państwowy służby sprawiedliwości 2 klasy | oskarżyciel państwowy                                    |
| Aleksandr Batnier   | pułkownik służby sprawiedliwości ZSRR                                                         | Sekretarz                                                |
| Władimir Kudriawcew | podpułkownik służby sprawiedliwości                                                           | sekretarz                                                |
| Iwan Braude         | adwokat, członek Moskiewskiego Kolegium Adwokatów                                             | obrońca                                                  |

Głos najpierw zabrali oskarżyciele. W akcie oskarżenia zarzucono:
- Organizację podziemnych oddziałów zbrojnych Armii Krajowej na tyłach Armii Czerwonej,
- Utworzenie podziemnej organizacji wojskowo-politycznej „NIE”,
- Działalność terrorystyczno-dywersyjną i szpiegowską podziemnych oddziałów zbrojnych AK i NIE,
- Pracę nielegalnych radiostacji nadawczo-odbiorczych na tyłach Armii Czerwonej,
- Plan przygotowania wystąpienia zbrojnego w bloku z Niemcami przeciwko ZSRR.

Stwierdzili także arbitralnie „nielegalność” AK, RJN i Rady Ministrów na Kraj, działających na terenie Polski. Odmalowali „zbrodnie” tych organizacji – spiski, akty terroru, dywersji antysowieckiej, wywiadu i łączności radiowej.
L. Okulickiego, J.S. Jankowskiego, S. Jasiukowicza i A. Bienia prokurator oskarżył o to, że byli organizatorami i kierownikami polskiej organizacji podziemnej na tyłach Armii Czerwonej na terytorium zachodnich obwodów Białorusi i Ukrainy, na Litwie i w Polsce i działając według instrukcji tzw. rządu emigracyjnego, kierowali robotą wywrotową przeciwko Armii Czerwonej i ZSRR, dokonywaniem aktów terroru w stosunku do oficerów i żołnierzy Armii Czerwonej, organizowaniem zamachów dywersyjnych i napadów podziemnych oddziałów zbrojnych, prowadzeniem propagandy wrogiej wobec ZSRR i Armii Czerwonej, a oskarżony Okulicki prócz tego również prowadzenie pracy wywiadowczo-dywersyjnej na tyłach Armii Czerwonej.
Natomiast pozostałych 12 oskarżonych o to, że brali udział w robocie polskich organizacji podziemnych na terytorium Polski, byli poinformowani przez kierowników podziemnej organizacji o nie wykonywaniu rozkazów radzieckiego dowództwa wojskowego co do oddania radiostacji, drukarń, broni i amunicji i używaniu ich w celach przestępczych. Prokurator stwierdził, że na skutek działalności terrorystycznej oddziałów AK od 28 lipca do 31 grudnia 1944 r. zabitych zostało 277, a ciężko rannych 94, zaś od 1 stycznia do 30 maja 1945 r. zabito 314 i ciężko raniono 125 żołnierzy i oficerów Armii Czerwonej. O oskarżonych prokurator Afanasjew powiedział: To organizatorzy zabójstw i dywersji, to spiskowcy, to oszczercy i prowokatorzy, to podli oszuści i złośliwi gwałciciele praw o ochronie tyłów Armii Czerwonej.
Akt oskarżenia był więc najzupełniej jawnym stwierdzeniem przez władze sowieckie faktu, że władze polskie niezależne od Moskwy są nielegalne, a więc uznaniem, że przyszła Polska ma być krajem zależnym od ZSRR. W pewnym momencie gen. W. Ulrich zapytał wręcz wicepremiera rządu emigracyjnego J.S. Jankowskiego: Czy mógł pan sądzić, że ZSRR nie uzna powstania polskiej administracji cywilnej na waszym terytorium za akt wrogi względem siebie i że do tego dopuści?
Jedynym dowodem rzekomej współpracy oskarżonych z Niemcami (w rzeczywistości wielu z nich bezpośrednio ucierpiało z rąk okupantów niemieckich) był list gen. L. Okulickiego do dowódcy Obszaru Zachodniego „NIE” ppłk. Szczurka-Cergowskiego ps. „Sławbor”, w którym, spekulując o powojennym układzie sił, dopuszczał możliwość wojny państw zachodnich (w tym Niemiec) oraz Polski z ZSRR. Na większość zarzutów nie przedstawiono wiarygodnych dowodów, poza przyznaniem się wszystkich, oprócz Z. Stypułkowskiego, do niektórych działań, jak np. utrzymywanie łączności i wywiadu. Wszystkich oskarżonych obarczono też odpowiedzialnością za działalność wojskową „NIE”, mimo że poza Komendantem Głównym „NIE” gen. L. Okulickim wiedziała o niej tylko część oskarżonych.
W trakcie procesu przesłuchano również w charakterze świadków oskarżenia niektórych, doszczętnie złamanych długotrwałym śledztwem, oficerów i żołnierzy AK i „NIE” uwięzionych wcześniej. Recytowali oni przygotowane zawczasu zeznania obciążające oskarżonych aktami sabotażu, wywiadem, dywersją, posługiwaniem się radiostacjami na tyłach Armii Czerwonej. W sprawie organizacji „NIE” zeznawali m.in. dowódca Obszaru Lwowskiego „NIE” ppłk Feliks Janson oraz dowódca Okręgu Stanisławów kpt. Władysław Herman. Gdy jednak gen. L. Okulicki poprosił o wezwanie, wskazanych przez niego świadków, okazało się, że gen. Ludwika Bittnera, płk. Jana Kotowicza i płk. Władysława Filipkowskiego odesłano do odległych łagrów, a płk. Kazimierza Tumidajskiego i płk. Adama Świtalskiego „nie wykryto na terytorium ZSRR”, pomimo że także znajdowali się wówczas w obozach rosyjskich. Gen. L. Okulicki odparł zarzuty o współpracę AK z Niemcami słowami: Nie możecie nam dowieść, że nie walczyliśmy z Niemcami (...) Najlepsi patrioci i demokraci brali udział w tej walce (...) Oskarżenia o współpracę z Niemcami to (...) pozbawienie honoru, to (...) oskarżenie narodu polskiego o to, że brał udział w podziemnej walce.
Następnie przemawiali radzieccy obrońcy z urzędu oskarżonych, których ci zresztą poznali dopiero na sali sądowej. Ich wystąpienia wprawiły niektórych oskarżonych w osłupienie, gdyż przyznawali się w imieniu swoich klientów do winy, zapewniali o ich skrusze i prosili sąd o okazanie prawdziwie radzieckiej wielkoduszności. Tylko niektórzy prosili o uniewinnienie oskarżonych. Trzech Polaków broniło się samodzielnie. Generał L. Okulicki wygłosił długie przemówienie, w którym stanowczo zaprzeczając zarzutowi współpracy z Niemcami, przyznał się do części zarzutów – rozkazu ukrycia broni i sprzętu wojskowego, kierowaniu organizacją wojskową „NIE”, posługiwaniu się radiostacjami, prowadzeniu wywiadu. Za starcia zbrojne i akty dywersji wziął odpowiedzialność, choć stwierdził, że nie były jego intencją, a pozbawiony był łączności z okręgami zabużańskimi. Wicepremier J.S. Jankowski mówił krótko. Przyznał się do politycznej odpowiedzialności za zarzucane mu działania i nadzoru nad organizacją „NIE” oraz posługiwania się radiostacjami. Natomiast Z. Stypułkowski, działacz obozu narodowego, jako jedyny w śledztwie nie przyznał się do niczego. W ostatniej mowie odrzucił wszelkie oskarżenia i żądał uniewinnienia.
Na koniec prokurator gen. N. Afanasjew wygłosił mowę oskarżycielską, w której nakreślił stalinowską wizję historii Polski. Stwierdził, że proces podsumował zbrodniczą działalność reakcji polskiej, która walczyła w ciągu wielu lat przeciwko Związkowi Radzieckiemu i zaprzedała interesy swego narodu. Dowodził, cytując obficie z J. Stalina, że przedwojenni przywódcy Polski woleli prowadzić grę między Niemcami a ZSRR. I naturalnie doigrali się... Polska została okupowana, a jej niepodległość zniesiona, a cała ta zgubna polityka umożliwiła wojskom niemieckim dotarcie aż do bram Moskwy. Mowa gen. N. Afanasjewa zawierała też ocenę AK, której bandy wysadzały w powietrze, mordowały obywateli radzieckich (...) po zwierzęcemu torturowały i znęcały się w sposób straszliwy, przez co niewiele różniły się od bestialstw niemieckich. Ideą przewodnią tej mowy była teza, że Polska mogła „żyć w przyjaźni” z ZSRR, ale polskie podziemie wybrało zamiast tego sojusz z Niemcami.
Ostatecznie po trwającym jedynie 3 dni procesie wydano 21 czerwca następujące wyroki:
|                           | Funkcja | Wyrok        | Dalsze losy |
| ------------------------- | --- | ------------ | --- |
| gen. Leopold Okulicki     | ostatni dowódca AK, komendant Sił Zbrojnych w Kraju, Komendant Główny organizacji „NIE”                                                                                        | 10 lat       | zmarł w więzieniu na Butyrkach w Moskwie 24 grudnia 1946 roku – najprawdopodobniej zamordowany |
| Jan Stanisław Jankowski   | wicepremier, Delegat Rządu na Kraj, działacz Stronnictwa Pracy, inż. chemik | 8 lat        | zmarł w więzieniu we Włodzimierzu 13 marca 1953 roku, na 2 tygodnie przed końcem wyroku; najprawdopodobniej zamordowany                                                                                     |
| Adam Bień                 | pierwszy zastępca Delegata Rządu RP na Kraj, działacz ruchu ludowego rekomendowany przez Stronnictwo Ludowe „Roch”, członek Krajowej Rady Ministrów, prawnik                   | 5 lat        | zwolniony z moskiewskiego więzienia w sierpniu 1949 roku dzięki staraniom żony Zofii; zmarł 4 marca 1998 roku, po prawie trzytygodniowej chorobie w Klinice Rządowej w Warszawie                            |
| Stanisław Jasiukowicz     | zastępca Delegata Rządu RP na Kraj, minister dla spraw kraju, wiceprezes Stronnictwa Narodowego, dr ekonomii politycznej                                                       | 5 lat        | zmarł w więzieniu na Butyrkach w 1946 r. |
| Kazimierz Pużak           | przewodniczący RJN, przywódca i współtwórca PPS-WRN, prawnik | 1,5 roku     | Zwolniony 1 listopada 1945 r., powrócił do Polski, nie zgodził się na emigrację. Ponownie aresztowany przez UB w 1947 roku, skazany na 10 lat więzienia, zmarł 30 kwietnia 1950 roku w więzieniu w Rawiczu. |
| Kazimierz Bagiński        | wiceprzewodniczący RJN, wiceprzewodniczący Stronnictwa Ludowego | 1 rok        | 1 listopada 1945 roku zwolniony i zmuszony do emigracji do USA |
| Aleksander Zwierzyński    | wiceprzewodniczący RJN, prezes Zarządu Głównego Stronnictwa Narodowego, dziennikarz                                                                                            | 8 miesięcy   | 1 listopada 1945 roku zwolniony |
| kpt. Eugeniusz Czarnowski | członek RJN i AK, prezes Zjednoczenia Demokratycznego, ekonomista | 6 miesięcy   | zwolniony we wrześniu 1945 r. |
| Józef Chaciński           | członek RJN, prezes Stronnictwa Pracy, adwokat | 4 miesiące   | zwolniony w sierpniu 1945 r. |
| Stanisław Mierzwa         | członek RJN, przedstawiciel Stronnictwa Ludowego, adwokat. | 4 miesiące   | Zwolniony w sierpniu 1945 r. Ponownie aresztowany w Polsce i wtrącony na 7 lat do więzienia za działalność w PSL.                                                                                           |
| Zbigniew Stypułkowski     | członek RJN, przedstawiciel Stronnictwa Narodowego, sekretarz generalny Tymczasowej Narodowej Rady Politycznej, politycznej nadbudowy nad Narodowymi Siłami Zbrojnymi, adwokat | 4 miesiące   | zwolniony w sierpniu 1945, w listopadzie 1945 roku emigrował do Wielkiej Brytanii |
| Franciszek Urbański       | członek RJN, przedstawiciel Stronnictwa Pracy, urzędnik | 4 miesiące   | |
| Stanisław Michałowski     | członek RJN, wiceprezes Zjednoczenia Demokratycznego, prawnik | uniewinniony | |
| Kazimierz Kobylański      | członek RJN, przedstawiciel Stronnictwa Narodowego, członek sztabu Narodowej Organizacji Wojskowej, inżynier                                                                   | uniewinniony | |
| Józef Stemler             | wiceminister Departamentu Informacji Delegatury RP, pedagog, członek PCK | uniewinniony | |

Minister dla spraw kraju i III zastępca Delegata Rządu Antoni Pajdak nie przyznał się do winy podczas śledztwa i został skazany w innym tajnym procesie w listopadzie 1945 roku na 5 lat więzienia (powrócił do kraju w roku 1955).
„Proces moskiewski” miał zdyskredytować legalne władze RP w społeczeństwie i w oczach światowej opinii publicznej.
W tym samym dniu, kiedy ogłaszano wyroki, także w Moskwie trwały w obecności J. Stalina rozmowy między byłym premierem Rządu RP na uchodźstwie Stanisławem Mikołajczykiem a Władysławem Gomułką i Bolesławem Bierutem, reprezentującymi sformowany przez komunistów Rząd Tymczasowy, w sprawie utworzenia Tymczasowego Rządu Jedności Narodowej, który miał być zgodnie z postanowieniami konferencji jałtańskiej uznany również przez Amerykanów i Brytyjczyków.

## Reakcje na proces
Prasa sowiecka zamieściła peany na cześć humanitaryzmu wymiaru sprawiedliwości ZSRR.
1 lipca 1945 roku Rada Jedności Narodowej wydała odezwę do Polaków, w której napisano: Przed sądem w Moskwie stanęli najlepsi synowie Polski, którzy przez pięć lat z największym poświęceniem, z bohaterskim narażaniem życia kierowali nieugiętą walką Narodu przeciwko hitleryzmowi (...). Cały naród jednoczy się duchowo w obliczu przeżywanej tragedii i okrywa żałobą.
Pod wpływem „procesu moskiewskiego” polski poeta Kazimierz Wierzyński napisał wiersz pt. Na proces moskiewski.
Tymczasem mocarstwa zachodnie, tak jak przewidywał Stalin, bez trudu zaakceptowały moskiewskie wyroki. Brytyjski ambasador w Moskwie pozytywnie ocenił proces: nikogo nie skazano na śmierć, oskarżeni mogli się bronić. Brytyjski „Times” komentował 22 czerwca, że wyrok nikogo nie powinien dziwić, kto śledził antyradziecką działalność rządu polskiego. W podobnym tonie wypowiadały się inne gazety brytyjskie i amerykańskie. Ambasador brytyjski w Moskwie sir Archibald Clark Kerr przekazał członkom rządu wyważony i ostrożny w ocenach raport o procesie, który w brytyjskim MSZ anonimowy urzędnik wzbogacił o dopisek:
Było, jak sądzę, rzeczą konieczną, aby Polakom pokazać raz na zawsze, że (...) ideę orientacji polsko-niemieckiej należy natychmiast wykorzenić, prawdę mówiąc, Rosjanie powinni z całą brutalnością użyć swojej siły.

Amerykański tygodnik „Time” zaznaczył 2 lipca 1945, że świadkowie mówiący o atakach na Armię Czerwoną nie wiązali ich bezpośrednio z żadnym z oskarżonych, przez co w amerykańskim sądzie sprawa upadłaby:
Ale to była jedna z niespodzianek tego procesu. Przez ich przyznanie się do moralnej i politycznej odpowiedzialności jako przywódców podziemia, 15 mężczyzn na ławie oskarżonych dostarczyło powiązania, które łączyły ich z tymi aktami przemocy. Ich przyznanie się do częściowej winy, innymi słowy, teraz stało się dowodem winy całkowitej. Dla Amerykanina był to dziwny sposób zachowania się osób oskarżonych o przestępstwo. Ale w tej sprawie chodziło nie tyle o przestępstwo, ile o politykę. Polityka wśród Słowian jest bardzo dziwną grą.
Negatywnie do procesu ustosunkował się George Orwell, który do lewicowego „Tribune” przesłał komentarz krytyczny:
Polacy zostali oskarżeni o to, że usiłowali zachować niepodległość własnego państwa, jednocześnie przeciwstawiając się narzuconemu ich krajowi marionetkowemu rządowi, jak również o to, że pozostali wierni rządowi w Londynie, który był w tym czasie uznawany przez cały świat, wyjąwszy ZSRR.
Proces szesnastu jest tematem utworu Przemysława Dakowicza pt. Szesnastu. Poemat dygresyjny (osiem pierwszych pieśni), nawiązującego formą i tonem do Beniowskiego Juliusza Słowackiego. Wiersz składa się z szesnastu ośmiowersowych strof (oktaw), a na każdą z części (zwanych ironicznie „pieśniami”) przypadają dwie oktawy (łącznie szesnaście wersów). Tekst wszedł w skład książki poetyckiej Teoria wiersza polskiego.